# 中川智子
中川 智子（なかがわ ともこ、1947年（昭和22年）9月28日 - ）は、日本の政治家。
兵庫県宝塚市長（3期）、衆議院議員（2期）を務めた。

## 来歴
和歌山県東牟婁郡那智勝浦町生まれ。中学2年生まで大阪府貝塚市で育ち、横浜市へ転居。鶴見女子短期大学国文科卒業後、海運会社に就職。社内報を担当した。後の夫となる一目ぼれした人を追いかけて結婚。兵庫県川西市の夫の社宅に住んだあと、宝塚市に移住。子育てをしながら、3年かけて保育士の国家試験に合格した。
宝塚市にて、未就学児の保育施設を開設し、市民団体「宝塚学校給食を考える会」を立ち上げた。夫の転勤に伴い熊本県へ転居。
1995年1月、宝塚市で阪神・淡路大震災を経験。災害ボランティア団体「1.17その後の会」を結成した。リサイクル家電を仮設住宅の被災者に届ける活動を通じて、土井たか子の知遇を得る。

### 衆議院議員へ
1996年9月27日、衆議院解散。翌9月28日、社会民主党の党首に土井たか子が復帰。10月4日、同党は「土井たか子を支える会」からメンバー3人を擁立することを決定。記者会見で、中川、ピースボート創立者の辻元清美は比例近畿ブロックから、ジャーナリストの保坂展人は比例東京ブロックから出馬することが発表された。それから4日後の10月8日、第41回衆議院議員総選挙が公示。党は辻元を比例の1位、中川を2位に登載した。保坂は東京22区に転じた。10月20日、投開票。社民党は近畿ブロックで2議席獲得。辻元と中川は初当選。保坂は小選挙区で敗れるも、比例復活で初当選した。中川は福島瑞穂、辻元、保坂、北川れん子らと共に「土井チルドレン」と呼ばれた。
2000年の第42回衆議院議員総選挙では兵庫6区から出馬。選挙区では保守新党の小池百合子（現：東京都知事）に敗れたが、重複立候補していた比例近畿ブロックで復活し、再選。社民党では政策審議会副会長を務めた。
2003年の第43回衆議院議員総選挙でも再度、兵庫6区より出馬するが、市村浩一郎（民主党）に敗れ、社民党が議席を大きく減らした煽りを受ける形で比例復活も出来ずに落選した。この際に一旦政界引退を表明した。同年、夫を病気で亡くす。
2005年に引退を撤回し、郵政民営化の是非が争点となった第44回衆議院議員総選挙で兵庫6区より再出馬した。しかし自由民主党新人の木挽司に大敗し、3度目の小選挙区出馬で初の供託金没収となった。落選後は政界から距離を置き、主に講演活動に取り組んでいた。

### 2009年宝塚市長選挙
2009年2月19日、宝塚市長の阪上善秀が霊園の造成事業に関わる収賄容疑で逮捕される。2月27日、阪上は市長を辞職。中川は社民党に離党届を提出し、4月3日に無所属での立候補を表明した。4月19日に行われた市長選で、元県議の伊藤順一ら6名が立候補した乱戦を制して初当選。5年半ぶりに政界に復帰した。女性市長は日本で18人目であり、兵庫県では北村春江（芦屋市）・白井文（尼崎市）に次いで3人目。
※当日有権者数：179,989人 最終投票率：44.20%（前回比：pts）
| 候補者名 | 年齢 | 所属党派 | 新旧別 | 得票数   | 得票率 | 推薦・支持     |
| -------- | ---- | -------- | ------ | -------- | ------ | -------------- |
| 中川智子 | 61   | 無所属   | 新     | 25,851票 | 33.19% |                |
| 伊藤順一 | 46   | 無所属   | 新     | 20,060票 | 25.75% | （推薦）民主党 |
| 芝拓哉   | 47   | 無所属   | 新     | 12,228票 | 15.70% |                |
| 西田雅彦 | 44   | 無所属   | 新     | 8,277票  | 10.62% |                |
| 菊川美善 | 76   | 無所属   | 新     | 6,348票  | 8.15%  |                |
| 中原等   | 63   | 無所属   | 新     | 5,132票  | 6.59%  |                |

### 2013年宝塚市長選挙
2013年4月14日執行。元宝塚市長の渡部完、日本維新の会公認（みんなの党推薦）の前市議の多田浩一郎らを破り再選。
※当日有権者数：183,974人 最終投票率：45.94%（前回比：+1.74pts）
| 候補者名   | 年齢 | 所属党派 | 新旧別 | 得票数   | 得票率 | 推薦・支持         |
| ---------- | ---- | -------- | ------ | -------- | ------ | ------------------ |
| 中川智子   | 65   | 無所属   | 現     | 43,347票 | 51.75% | （支持）民主党     |
| 多田浩一郎 | 40   | 維新     | 新     | 23,561票 | 28.13% | （推薦）みんなの党 |
| 樋之内登志 | 58   | 無所属   | 新     | 9,748票  | 11.64% | （推薦）自由民主党 |
| 渡部完     | 54   | 無所属   | 元     | 6,106票  | 7.29%  |                    |
| 山田利恵   | 43   | 無所属   | 新     | 997票    | 1.19%  |                    |

### 2017年宝塚市長選挙
2017年4月16日執行。前市議の伊藤順一、前市議で元宝塚歌劇団女優の山本敬子（芸名は鳳城ひろき）を破り3選。
※当日有権者数：190,047人 最終投票率：39.13%（前回比：-6.81pts）
| 候補者名 | 年齢 | 所属党派 | 新旧別 | 得票数   | 得票率 | 推薦・支持         |
| -------- | ---- | -------- | ------ | -------- | ------ | ------------------ |
| 中川智子 | 69   | 無所属   | 現     | 42,222票 | 57.35% |                    |
| 伊藤順一 | 54   | 無所属   | 新     | 19,597票 | 26.62% |                    |
| 山本敬子 | 66   | 無所属   | 新     | 11,801票 | 16.03% | （推薦）自由民主党 |

2020年12月8日、任期満了に伴う翌年4月の市長選挙に立候補せず政界から引退する意向を示した。

## 政策・主張
- 選択的夫婦別姓制度の導入に賛成。「30年前に結婚したとき、夫の姓に変えた。そういう時代だったから。でもあのとき選択肢があれば、といまも考える」と述べている[14]。
- 1999年、百万人署名運動の呼びかけ人に名を連ねたが、その後脱退した[15]。
- 静岡空港の建設に反対しており、2003年には建設反対の国会議員署名活動で署名者に加わった[16]。
- 社会民主党の衆議院議員だった当時は自衛隊の存在自体に否定的だったが、宝塚市長就任後、「戦争地域に行くのは反対だが、災害時には助けてほしい」と要望した。かつて騒音問題で揺れ、批判的だった大阪国際空港についても「当時は色々な活動をしたが、今は無くなったら市民が困る」と増便など活性化に力を尽くす考えを示した[17]。
- 特定秘密保護法に反対[18]。
- 2015年7月16日に「安全保障関連法案」が衆議院で可決されたことを受けて、市の広報誌「たからづか」2015年8月号に「憲法をないがしろにしたこの法案を通すことは、市民の命を守らねばならない市長として断じて容認することは出来ません」というメッセージを掲載した[19][20]。
- 2016年6月1日、性的少数者（LGBT）への支援策の一環として、同性カップルを公的に「パートナー」と認める制度を開始。全国で4例目、兵庫県内では初となる[21][22]。
- 2018年4月19日、日本相撲協会を訪れ、土俵上は女人禁制という伝統に基づく方針を見直す議論を始めるよう要望書を提出した[23]。
- 2019年11月17日、憲法9条の改正に反対する首長や首長経験者による「全国首長九条の会」の結成総会が、明治大学のリバティータワーで開かれた。中川も賛同者として参加。同日時点の呼び掛け人・賛同者は131人で、うち現職は13人[24][25][26]。
- 2019年、宝塚市が全国で初めて、2019年時点で就職氷河期世代とされる３０代半ばから４０代半ばの人を対象にした正規職員の採用試験を実施した。この全国的にも例のない「氷河期採用」について、中川は「近所のスーパーで、長男の同級生の母親から、その息子が40歳を過ぎても未だ契約社員であることを、泣きながら訴えられたことがきっかけで始めた」と述べている。この宝塚市の採用試験には、全国から１８１６人の応募があり、募集枠は３人だったが、上位４人の成績がほぼ同じであったとして、市は採用数を１人増やし、結果的に4人を採用した。倍率が400倍以上であったことが話題となり、就職氷河期世代を対象とした職員採用はその後、他の自治体や国でも実施された。
- 2020年5月18日、新型コロナウイルス感染症の拡大を受け、自身のほか副市長、教育長、上下水道事業、病院事業管理者など特別職の同年6月から2021年3月までの月額給与を減額すると発表した。減額率は市長10％、副市長7％、教育長5％、管理職5％。期末手当なども減額した給与から算出する。また市議会も、全市議26人の６月支給分の月額報酬と委員会視察の経費を全額、政務活動費は半年分を削減すると発表した。これらの措置により、計約3,340万円の財源確保を目指す[27]。

## 著書
- 『びっくり』現代書館、1998年1月。ISBN 4-7684-6724-5。
- 『「はみだし」市長の宝塚日記』かもがわ出版、2017年1月。ISBN 978-4-7803-0892-1。